# Kaszabellus
Kaszabellus is een geslacht van kevers uit de familie van de loopkevers (Carabidae). De wetenschappelijke naam van het geslacht is voor het eerst geldig gepubliceerd in 1954 door Jedlicka.

## Soorten
Het geslacht Kaszabellus is monotypisch en omvat slechts de volgende soort:
- Kaszabellus formosanus Jedlicka, 1954